# شبح: فراموشی – پس از مرگ
شبح: فراموشی – پس از مرگ یک بازی ویدیویی ترسناک با واقعیت مجازی است که توسط استودیوی سوئدی Fast Travel Games ساخته و درسال ۲۰۲۱ منتشر شده است. این بازی براساس بازی نقش آفرینی رومیزی Wraith: The Oblivion ساخته انتشارات White Wolf Publishing ساخته شده‌است. این بازی قرار است با پشتیبانی از هدست‌های VR اچ‌تی‌سی وایو، آکیولوس ریفت، Oculus Quest، پلی‌استیشن وی‌آر و Valve Index برای مایکروسافت ویندوز و پلی‌استیشن ۴منتشر شد.
بازیکن هنگام بازی در عمارت Barclay قرار دارد و به کشف اسرار زندگی پس از مرگ می پردازد و در نقش یک شبح قرار دارد که اخیراً مرده‌است. بازی بدنبال تفهیم معنای انسان بودن است و از بازی‌های ترسناکی مانند آمنزیا: نزول تاریکی و بیگانه: جداسازی تأثیر پذیرفته‌است.